# Les Thermes
Les Thermes, de son nom complet Centre de natation intercommunal Les Thermes Strassen-Bertrange, est un centre aquatique situé sur la commune de Strassen au Luxembourg.

## Localisation
Les Thermes est un complexe aquatique situé au sud de Strassen, commune de l'ouest de l'agglomération luxembourgeoise.

## Histoire
Le projet de ce centre aquatique, mené conjointement par les communes de Bertrange et de Strassen, résulte de leur volonté de créer un établissement qui se veut plus qu'une simple piscine.
Les entreprises choisies à la suite d'un concours pour concevoir le complexe sont Witry & Witry, Jim Clemes Architectes (lb) et Hermann Valentiny & Associés (lb).
D'un coût de 35 millions d'euros, partagés entre les deux communes, ce complexe ouvre en février 2009 et attire 500 000 visiteurs durant sa première année d'exploitation,. En 2014, il franchit la barre des 1,6 million de visiteurs, mais reste déficitaire.
La European Waterpark Association lui décerne le prix du « centre aquatique le plus innovant d'Europe », notamment pour sa pertinence pour un large éventail de visiteurs, son architecture moderne remarquable et son design unissant les piscines, les vestiaires et le centre de fitness. 

## Les installations

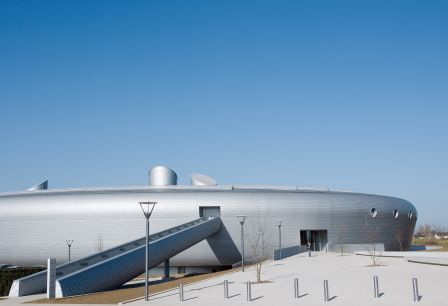
Le centre aquatique offre une architecture moderne.

### Gestion administrative
Le centre aquatique est administré par un syndicat intercommunal dénommé « Centre de natation intercommunal (CNI) Les Thermes Strassen-Bertrange » regroupant les communes de Bertrange et de Strassen et créé par arrêté grand-ducal en date du 5 juillet 2002.

### Description
Parfois comparé à un vaisseau spatial, la forme du bâtiment en béton est le résultat de son toit en bois arrondi couplé à une façade arrondie face à des bandes d'aluminium. En plus des piscines en acier inoxydable, les zones de fitness et de loisirs sont réparties sur trois niveaux. De grandes lucarnes sur le toit assurent une utilisation maximale de la lumière du soleil dans le bâtiment. 
Le centre aquatique se compose d'une piscine de 25 mètres, de deux bassins pour enfants, de bains à vagues, de toboggans, d'un solarium, d'un sauna et d'un centre de remise en forme.